# Laguian-Mazous
Laguian-Mazous è un comune francese di 285 abitanti situato nel dipartimento del Gers nella regione dell'Occitania.

## Società

### Evoluzione demografica
Abitanti censiti